# La Barraca (théâtre)
Pour les articles homonymes, voir La Barraca.

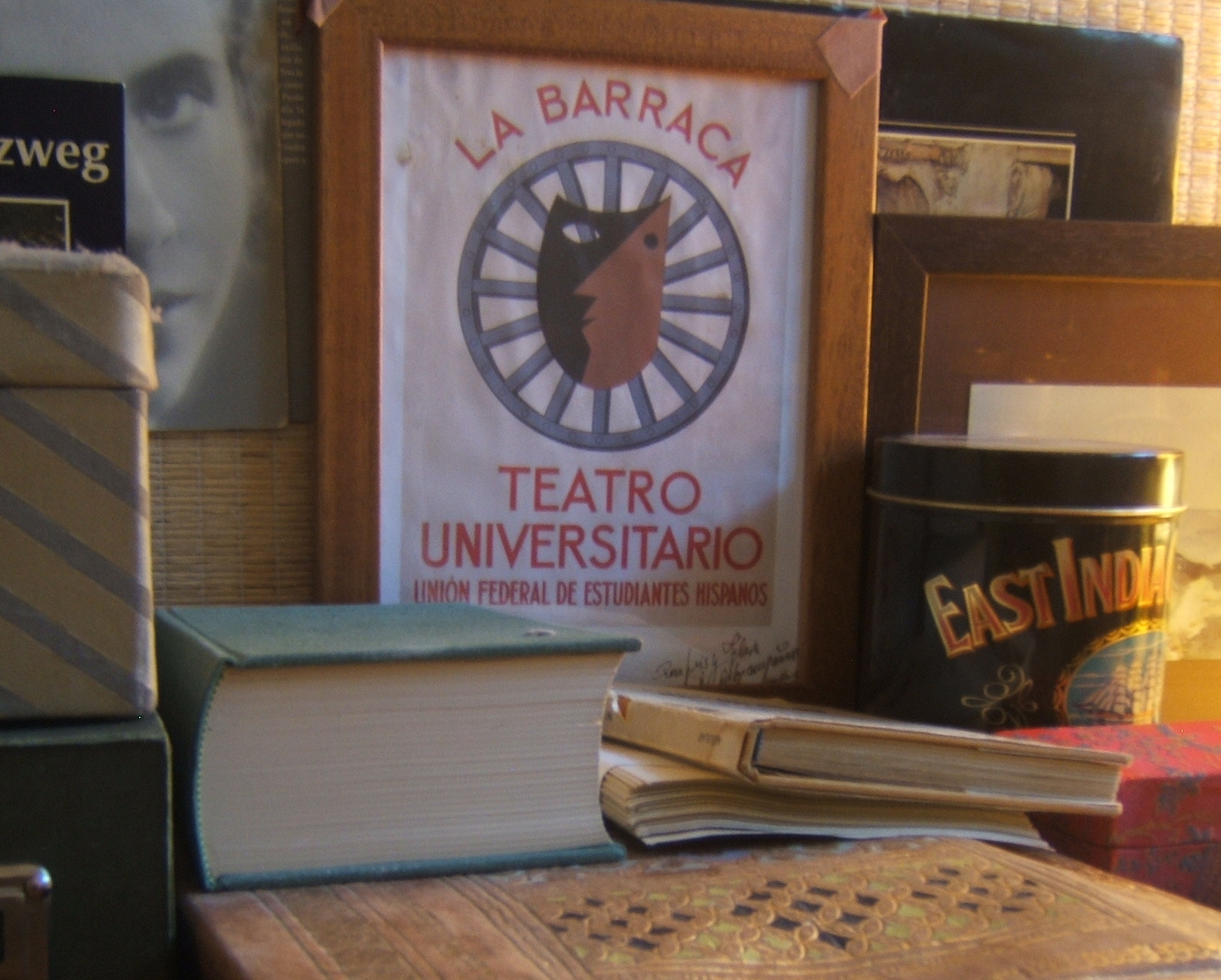
Copie de l'affiche de La Barraca.

La Barraca est une compagnie de théâtre universitaire créée en 1931 et dirigée par Federico García Lorca. Sa naissance a lieu au début de la Seconde République espagnole et fait partie du projet gouvernemental des Missions pédagogiques; elle a pour but de rapprocher le théâtre classique espagnol aux zones de la péninsule Ibérique qui ont une faible activité culturelle. Elle prend fin avec le début de la Guerre civile espagnole en 1936.

## Histoire

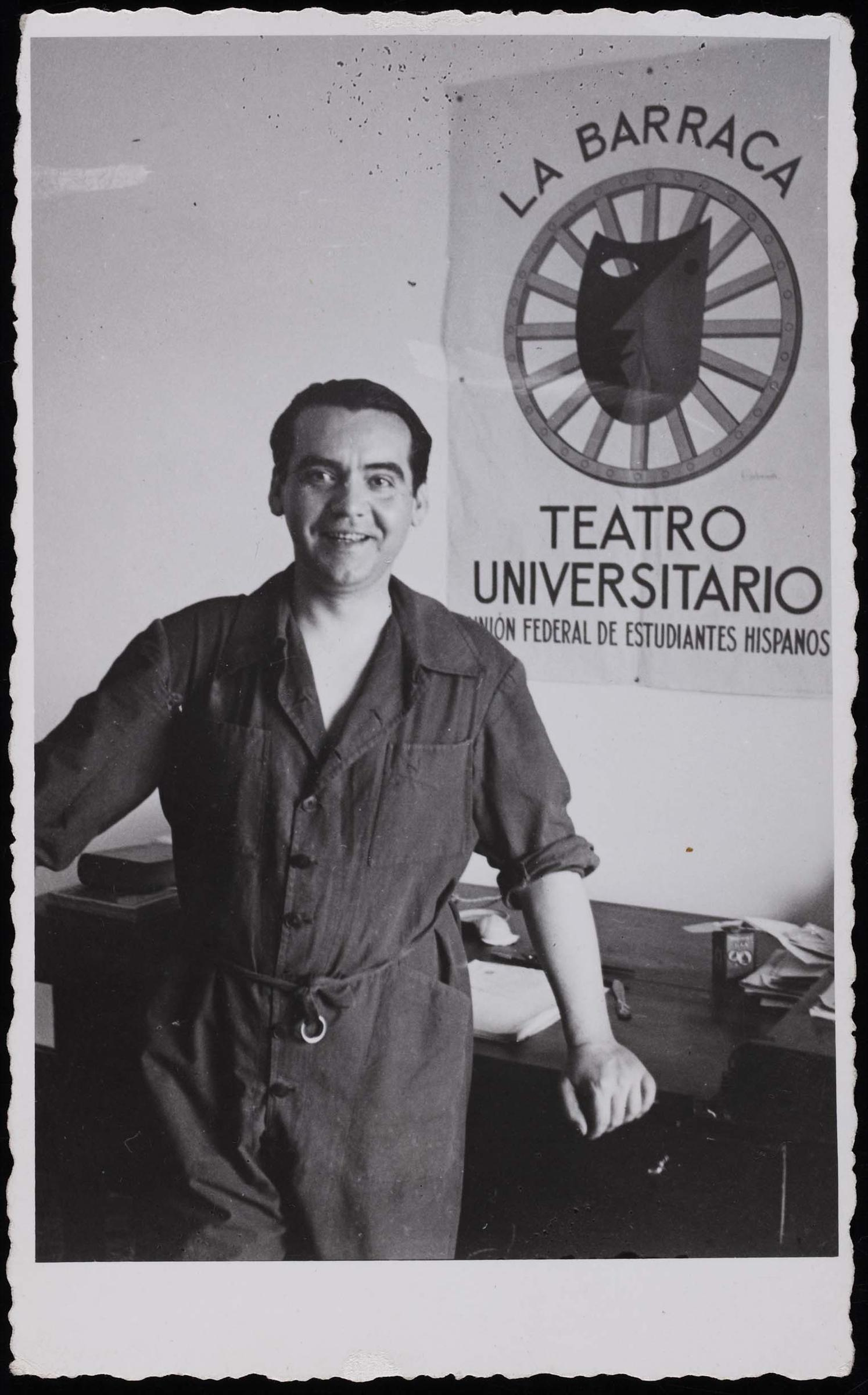
Federico García Lorca dans une photographie anonyme conservée au musée national Centro de Arte Reina Sofía (1932).

### Origines
La compagnie étatique de théâtre universitaire La Barraca est créée à l'initiative du Ministère de Culture et d'Information Publique en Novembre 1931 et est soutenue par le ministre de l'Instruction publique, Fernando de los Ríos, et par la Unión Federal de Estudiantes Hispánicos (UFEH), qui encadre administrativement le projet. Elle est créée à une époque qui voit se rencontrer la Génération de 27, qui est en plein essor, et le noucentisme de José Ortega y Gasset, Juan Ramón Jiménez et José Bergamín. Dans ce projet interviennent nombre de jeunes enthousiastes, héritiers de l'Institution libre d'enseignement, la plupart étant recrutés à l'Université centrale de Madrid, mais surtout à la Résidence d'étudiants de Madrid, où l'idée du projet a réellement eu lieu.
Le nom de La Barraca est trouvé un peu par hasard par García Lorca, qui explique que le nom vient d'un premier projet, à savoir une baraque-théâtre (baraque se dit « barraca » en espagnol) qu'il a ouvert dans le quartier Cuatro Caminos de Madrid pour y donner des représentations ; les acteurs de ce projet se sont entichés de ce nom et l'ont finalement donné au projet qui sera subventionné par l'État.
Le projet est contemporain d'un autre théâtre itinérant, qui fonctionne au travers des actions d'amateurs qui sont souvent des étudiants universitaires provenant de l'Institution libre d'enseignement, le Teatro del pueblo (es) ou Teatro de las Misiones, dirigé par Alejandro Casona. Il écrit pour ce théâtre deux œuvres, Sancho Panza en la Ínsula et Entremés del mancebo que casó con mujer brava, et adapte des œuvres classiques qui sont aussi bien dirigées aux adultes qu'aux plus jeunes. Ces deux initiatives sont l'œuvre des Missions pédagogiques créées par Manuel Bartolomé Cossío à partir des misiones ambulantes élaborées par Francisco Giner de los Ríos) qui utilisent ces institutions comme outils éducatifs, le Teatro de las Misiones étant plus pédagogique qu'artistique,. Par ailleurs, à la même époque, à Valence, Max Aub dirige un autre groupe de théâtre universitaire, El Búho. Certains des intellectuels de 27 et du noucentisme, comme Gregorio Marañón, Ortega y Gasset et Ramón Pérez de Ayala, ont fondé avant l'institution du système républicain, l'Agrupación al Servicio de la República ; beaucoup de penseurs et créateurs se sont unis à cette cause, qui est soutenue par le Ministère de Culture et d'Information Publique, créé en 1931 par la nouvelle république.

### La vie de La Barraca

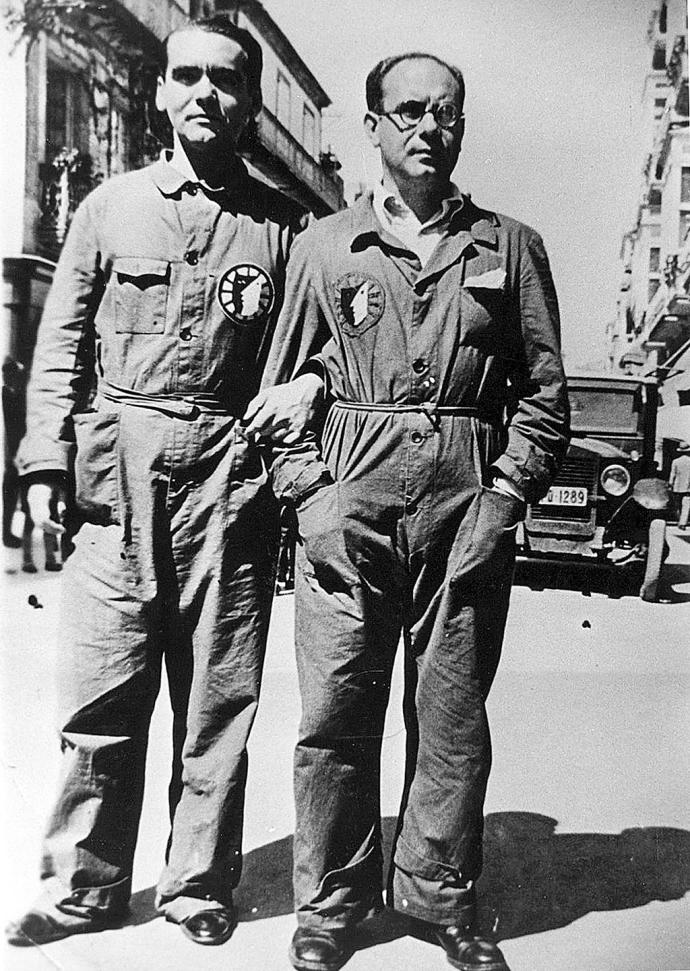
Lorca et Eduardo Ugarte, créateurs de La Barraca, avec l'uniforme de la Compagnie (« bleu de travail ») et son insigne dessiné par le peintre Benjamín Palencia, à Vigo, en août 1932.

L'organisation est originellement régie par l'UFEH : quatre étudiants de philosophie et lettres, qui collaborent avec la direction littéraire, ainsi que quatre étudiants d'architecture, qui se chargent de l'aspect technique,. Choisis par ces étudiants, les premiers directeurs sont Federico García Lorca, qui est directeur artistique et Eduardo Ugarte, directeur adjoint ; Arturo Sáenz de la Calzada est lui le président du comité directeur. Tous les membres du groupe participent de façon bénévole au projet,,. Ils disposent de toutes les ressources nécessaires pour produire, diriger et adapter des œuvres théâtrales représentatives du théâtre classique espagnol afin de présenter, dans des zones rurales ou de faible activité culturelle, des interprétations modernes des classiques du théâtre espagnol, en particulier celles du Siècle d'or (Cervantes, Lope de Vega, Tirso de Molina, Pedro Calderón de la Barca, etc.). Ils souhaitent ainsi rénover la scène espagnole et diffuser le théâtre ambulant, facile à monter, et qui agissent en suivant la tradition des cómicos de la legua (humoristes d'une lieue). D'ailleurs, pendant la guerre d'Espagne et alors que la défaite républicaine en 1939 pousse l'ensemble de l'intelligentsia à s'exiler, Lorca prétend qu'il choisit de lutter pour la justice aux côtés « de ceux qui n'ont rien et à qui on dénie jusqu'à la tranquillité du néant » grâce à sa troupe de théâtre.
Federico García Lorca, en plus de se charger de la direction scénique et artistique, participe comme acteur, joue du piano, récite des poèmes et chante. Il tient aussi à éduquer les étudiants et à former de jeunes poètes à l'art de la direction théâtrale, qu'il estime essentielle. Les hommes sont vêtus d'un bleu de travail, tandis que les femmes portent une robe bleue avec un col blanc. Les décors et tout le matériel technique sont transportés dans des camions offerts par le Ministère de l'Instruction Publique, chargés, déchargés, montés et démontés par les acteurs eux-mêmes. Par rapport aux autres théâtres universitaires, cependant, La Barraca est plus élégante, sans trop s'approcher du peuple. Il y a par ailleurs plus de concurrence pour les premiers rôles, et dispose de plus de matériel et d'intervenants de qualité. Le Teatro del Pueblo d'Alejandro Casona doit, lui, ajouter un aspect pédagogique, moins prétentieux, aux représentations, en se contentant de peu de matériel et de ce qu'il peut obtenir dans les villages.

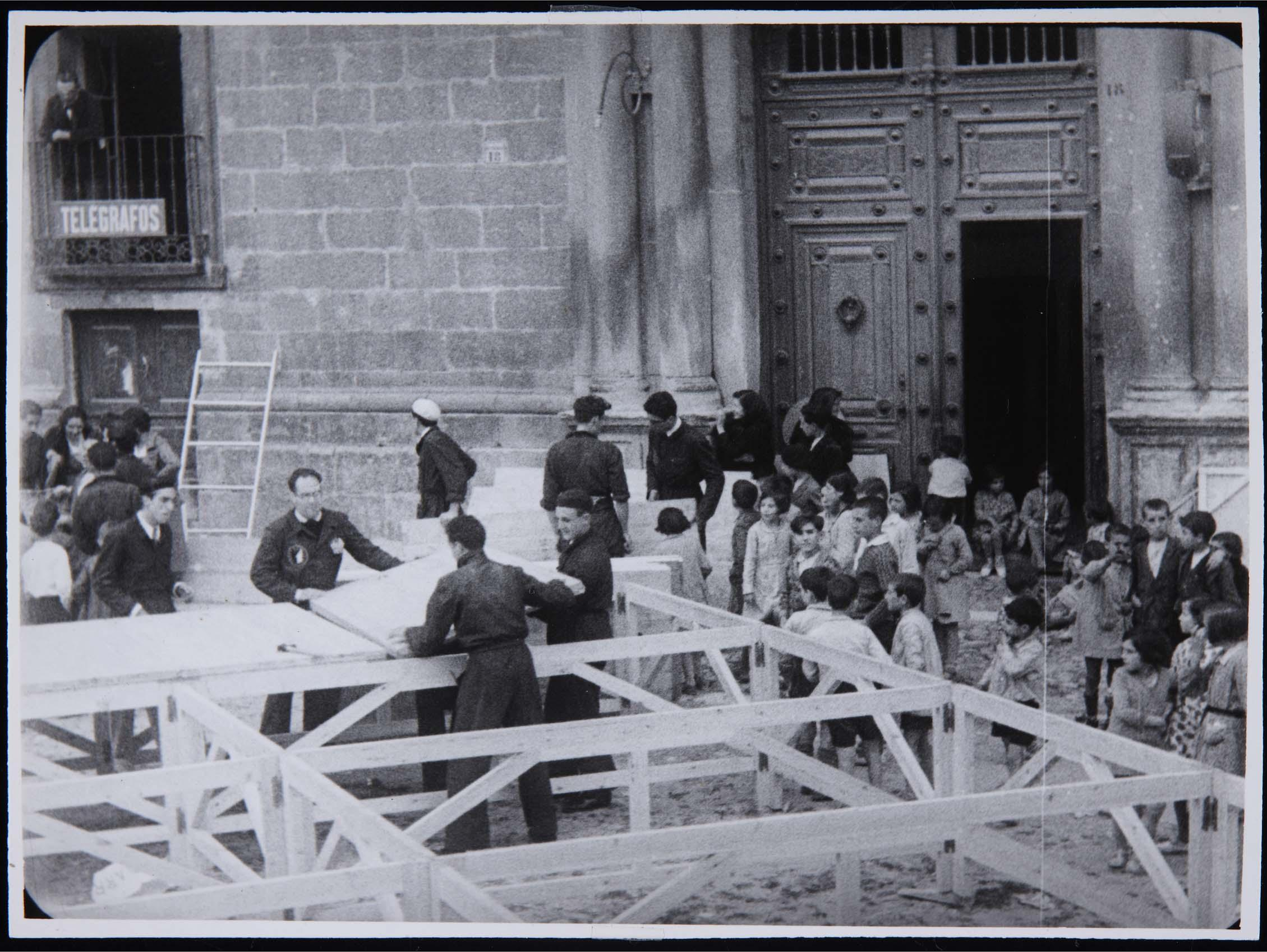
Les membres de La Barraca montent la scène pour la représentation de La guarda cuidadosa de Miguel de Cervantes, à Almazán (Soria), en juillet 1932.

Le groupe théâtral est présenté officiellement fin 1932 dans l'amphithéâtre de l'Université centrale de Madrid, avec la présence d'autorités politiques et culturelles. Après une répétition générale de La vie est un songe de Calderón de la Barca, dans la Residencia de Señoritas de Madrid, sa première sortie se fait quelques mois plut tôt dans la province de Soria, pour sa longue tradition dramatique et pour l'abandon dans lequel elle se trouve à ce moment-là. Tout au long de ces tournées, García Lorca fera des rencontres, comme avec Miguel Hernández à Alicante et Miguel de Unamuno à Palencia, ou donnera des entretiens à des critiques, comme à Silvio D´Amico à Santander ou à Enrique Moreno Baéz, également à Santander. Le groupe sera souvent accueilli par des personnalités importantes du monde culturel espagnol, comme Valentín Andrés, qui hébergera dans son petit palais de Dóriga en Asturies Federico García Lorca et la troupe de La Barraca, lors du second itinéraire, en août 1932. Les mairies locales organisent souvent des réceptions particulières, comme c'est le cas à Oviedo, ou offrent de parrainer des réprésentations, comme c'est le cas à Avilés, par le poète Luis Menéndez Alonso via la Biblioteca Popular Circulante qu'il dirige, en Septembre 1932. Leur venue est souvent accueillie d'un grand succès populaire, comme l'atteste un article du journal local La Voz de Avilés (es), dans son édition de l'époque :
« « ante inmenso gentío dio anoche su anunciada representación de teatro clásico el grupo artístico La Barraca [...]. Fueron representadas las lindas obras de Cervantes 'La cueva de Salamanca', 'Los dos habladores' y 'La guarda cuidadora', conquistando muchos aplausos los intérpretes, todos estudiantes, así actrices como actores. Ha sido verdadera lástima que una gran parte, la mayor parte del público, dejase de saborear las bellezas de dichas obras clásicas y apreciar todo el valor de los artistas, debido al egoísmo y desaprensión de unos cuantos concurrentes, que, encaramándose en las sillas, privaron de ver las escenas a muchísima gente, provocando a la vez ruidosas protestas de la misma » »
« face à une immense foule, le groupe artistique La Barraca a donné hier soir sa représentation annoncée de théâtre classique [...]. Ont été représentées les belles œuvres de Cervantes « La cueva de Salamanca », « Los dos habladores » et « La guarda cuidadora », conquérant ainsi beaucoup d'applaudissements les interprètes, tous les étudiants, aussi bien les actrices que les acteurs. Ça a été vraiment dommage qu'une grande partie, la plupart du public, ait dû arrêter de savourer les beautés desdites œuvres classiques et apprécier tout le courage des artistes, du fait de l'égoïsme et du sans-gêne de certains assistants, qui, en grimpant sur leur chaise, ont privé beaucoup de gens de voir les scènes, provoquant ainsi de bruyantes protestations de leur part »
— La Voz de Avilés, le 4 septembre 1932
En avril 1934, alors que Lorca rentre d'un voyage en Argentine, les autres membres du groupe ainsi que les intellectuels de la Federación Universitaria Española lui rendent hommage avant de faire, à l'hôtel Florida, l'unique représentation de la pièce Le Jeu de Don Cristóbal — Lorca ne souhaitant pas utiliser La Barraca comme vecteur de promotion de ses propres œuvres, cette pièce ne sera jouée qu'à cette occasion,.

### La fin de La Barraca
Lorsqu'éclate la guerre d'Espagne  en 1936, les différents membres du groupe disparaissent peu à peu, soit tragiquement, soit en s'exilant, condamnant ainsi la continuité de La Barraca,. Miguel Hernández est nommé directeur en 1937 pour réorganiser la compagnie, mais le conflit la dissout à nouveau.
Parmi ceux qui se sont battus dans le camp républicain, Álvaro Custodio (es) développe une carrière théâtrale plus longue et intense. Lors de son exil au Mexique, il forme une compagnie, d'abord appelée Teatro Español de México puis Teatro Clásico de México, qui a mis en scène entre 1953 et 1973 de nombreux classiques avec la même intention didactique que La Barraca, quoiqu'avec une structure et des acteurs professionnels.
Malgré sa dissolution, le travail de La Barraca ne restera pas vain ni sans suite. En effet, José Caballero reprend le projet avec sa compagnie de théâtre La Tarumba, qui apparaît à Huelva pendant la Guerre civile ; Luis Escobar Kirkpatrick (es) reprend le flambeau avec ses montages d'auto sacramental dans les cathédrales espagnoles dans les années de post-guerre. Après la guerre civile, Modesto Higueras Cátedra, acteur de La Barraca, fonde en 1939 le Teatro Nacional de las Organizaciones Juveniles, qui devient rapidement le Teatro Español Universitario (es), pour déboucher de nos jours au théâtre indépendant.

## Membres

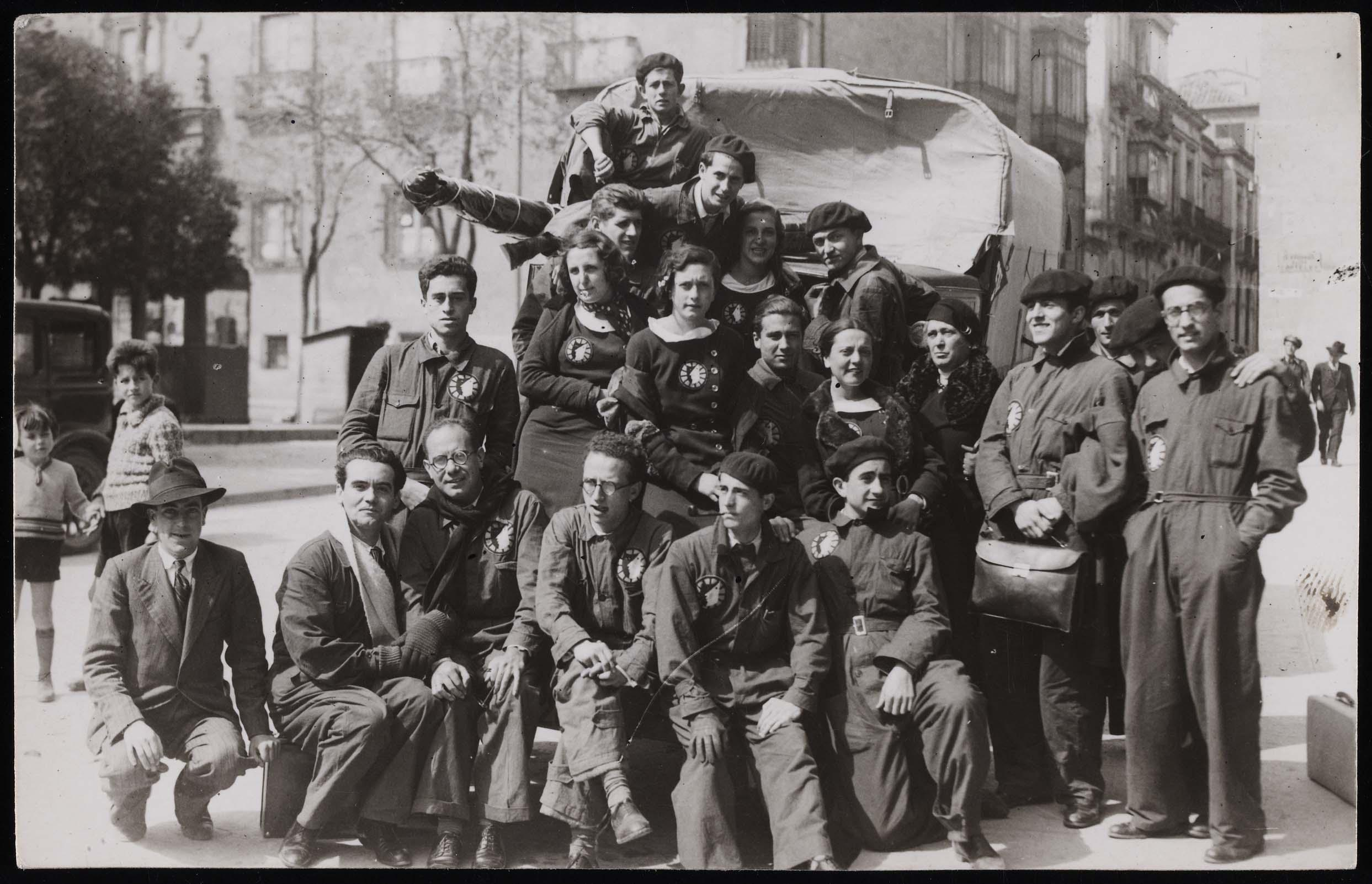
La troupe de théâtre La Barraca dans une photographie anonyme conservée au musée national Centro de Arte Reina Sofía (1933).

Ceux qui ont participé à l'aventure sont nombreux, et ces personnalités  de renom sont intervenues, comme Dalí et Picasso qui ont fourni des dessins pour les costumes (actuellement conservés à la Huerta de San Vicente du Parc Federico García Lorca à Grenade), le directeur théâtral José Estruch (es), ou encore le technicien et dessinateur Arturo Ruiz Castillo (es).
Directeurs
- Federico García Lorca
- Eduardo Ugarte
- Manuel Altolaguirre (durant la guerre d'Espagne)
- Miguel Hernández (durant la guerre d'Espagne)

Scénographes et figurinistes
- Norah Borges
- José Caballero
- Ramón Gaya
- Santiago Ontañón
- Manuel Ángeles Ortiz
- Benjamín Palencia
- Alfonso Ponce de León
- Alberto
- Antonio Quirós[19]

Acteurs principaux
- Pilar Aguado Rodríguez
- Germán Bleiberg (es)
- María del Carmen García Lasgoity
- Isabel García Lorca
- Emilio Garrigues
- Jacinto Higueras Cátedra
- Modesto Higueras Cátedra
- Diego Marín (es)
- Juan Antonio Morales (es)
- Rafael Rodríguez Rapún
- Arturo Sáenz de la Calzada
- Luis Sáenz de la Calzada
- Luis Felipe Vivanco (es)

## Répertoire et itinéraire

### Répertoire
Alejandro Casona, directeur du Teatro del Pueblo, décrit ainsi le contexte et les besoins de ces théâtres universitaires vis-à-vis du public :
« « [La Barraca] iba a poblachones castellanos que tenían un teatro un poco decente, un poco sin cultivar o de malos repertorios. Allí daban Lope bien presentado, modernamente hecho: nosotros íbamos a llevar el teatro a los campesinos analfabetos que no sabían lo que el teatro era y que, por tanto, lo veían por primera vez. Por esa razón nuestro repertorio tenía que ser forzosamente más simple, piezas cortas con música y pequeñas danzas. Lo difícil era crear este repertorio, que no existía » »
— Alejandro Casona

« [La Barraca] allait à des patelins castillans qui avaient un théâtre mi-decent - mi-sans cultiver ou avec un mauvais répertoire. Là-bas, ils jouaient Lope bien présenté, fait de façon moderne ; nous, nous allions amener le théâtre à des paysans analphabètes qui ne savaient pas ce qu'était le théâtre et qui par conséquent en voyaient pour la première fois. C'est pour cette raison que notre répertoire devait forcement être plus simple, avec des pièces courtes, de la musique et des petites danses. Ce qui était difficile, c'était créer ce répertoire qui n'existait pas. »
 García Lorca le rejoint lorsqu'il déclare, lors d'une tournée dans le nord de l'Espagne, que le théâtre moderne n'existe pas en Espagne, et que c'est la principale raison pour laquelle il met en scène des œuvres classiques.
De sa création à la cessation de ses activités au début de la guerre civile (de Juillet 1932 à Avril 1936), La Barraca effectue 21 tournées dans 74 villes, jouant un total de 13 œuvres dans une centaine de représentations. La première est  La vie est un songe, de Calderón de la Barca, à El Burgo de Osma en Juillet 1932, avant la première officielle à Madrid, dans le Cloître de San Bernardo.
En plus de représenter les grands classiques espagnols, Federico García Lorca écrit également ses propres œuvres, comme Les Amours de Don Perlimplín avec Belise en son jardin, Lorsque cinq ans seront passés, Mademoiselle Rose ou le Langage des fleurs et  Le Jeu de Don Cristóbal et reste très productif en poésies au sein de La Barraca, en terminant notamment Poème du cante jondo en écrivant les premiers poèmes du Divan du Tamarit en 1934. Il impressionne en surtout avec sa trilogie rurale : Bodas de sangre (« Noces de sang ») (1933), Yerma (1934) et La casa de Bernarda Alba (« La Maison de Bernarda Alba ») (1936).

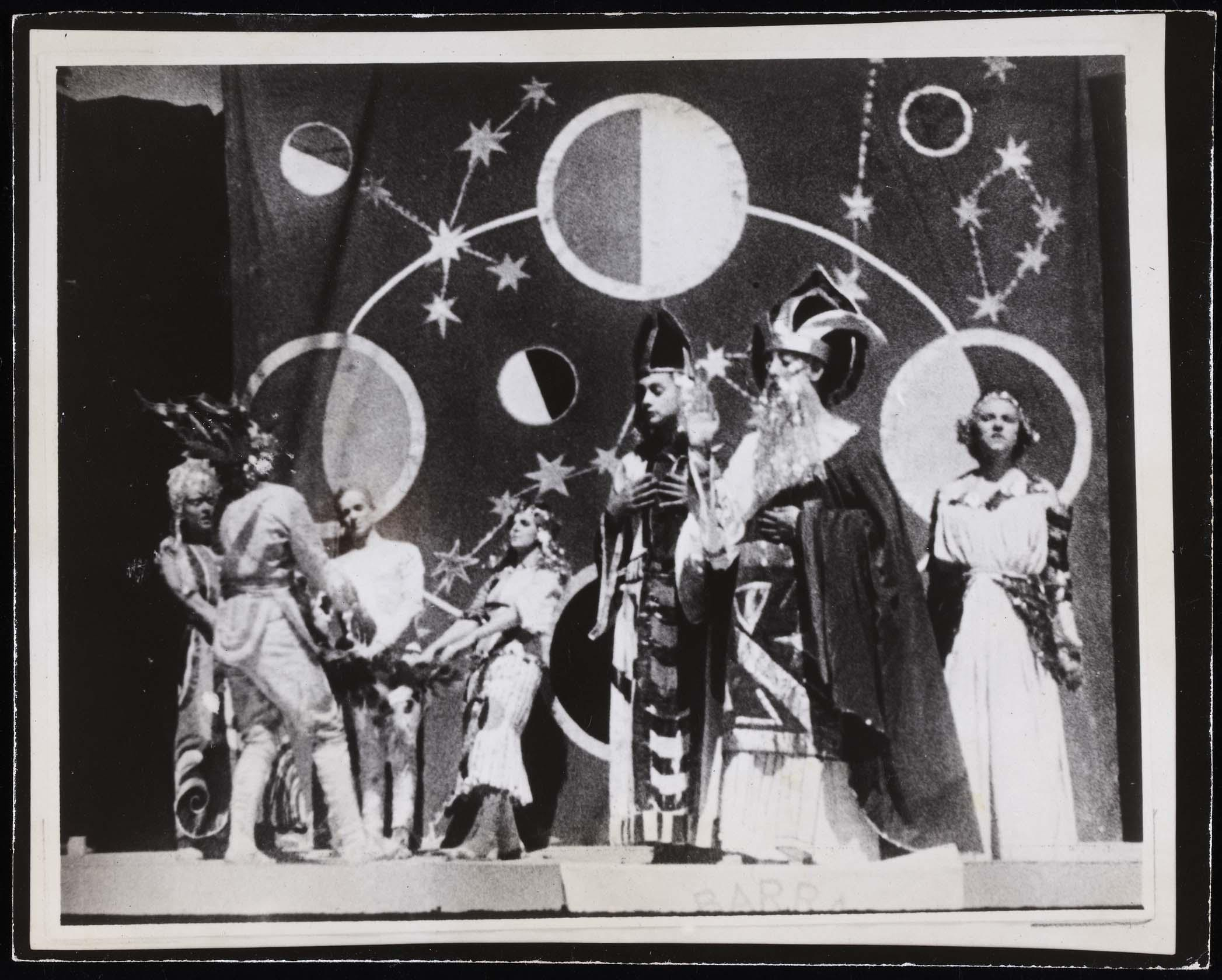
Scène avec les décors de Benjamín Palencia de l'auto sacramental La vie est un songe, de Calderón de la Barca (1932).

Les textes adaptés et interprétés sont :
- Les Entremés (es), de Cervantes
  - La cueva de Salamanca (es)
  - La guardia cuidadosa
  - Los dos habladores
- La vie est un songe, de Calderón de la Barca
- El retablo de las Maravillas (es), de Cervantes
- Fuenteovejuna, de Lope de Vega
- Fiesta del Romance, de Lope de Vega et Antonio Machado
  - El romance del Conde de Alarcos
  - La tierra de Alvar González
  - Las almenas de Toro
- La Tierra de jauja, entremés de Lope de Rueda
- Égloga de Plácida y Victoriano, de Juan del Enzina
- El Burlador de Sevilla, de Tirso de Molina
- El caballero de Olmedo (es), de Lope de Vega

Auxquelles il faudrait ajouter d'autres œuvres dramatiques qui sont également apparues dans le répertoire, comme La dama boba (es), représentée en même temps que El Caballero de Olmedo.

### Itinéraire

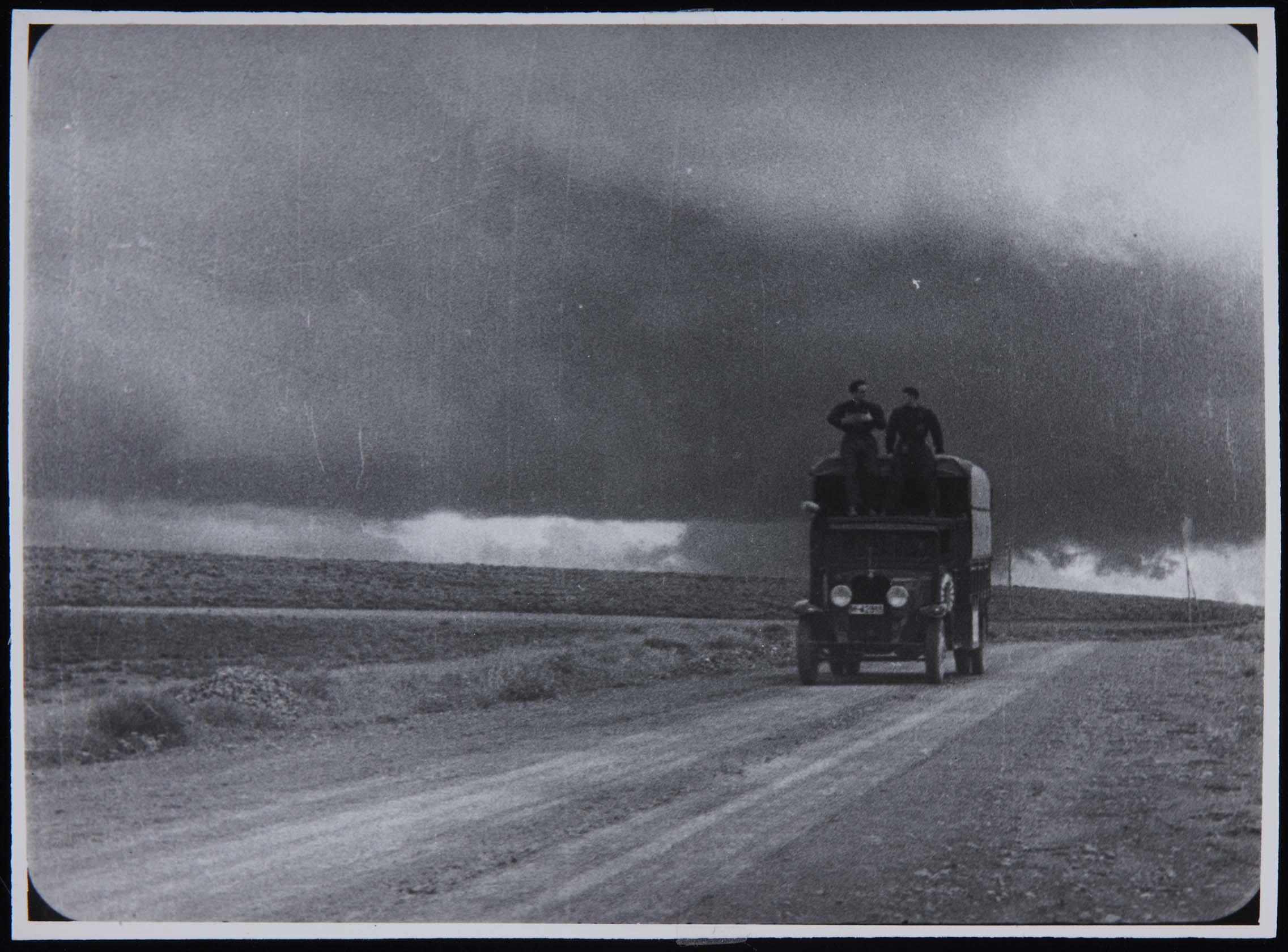
Camion de montage de la troupe dans une photographie anonyme conservée au musée national Centro de Arte Reina Sofía (1932).

## Postérité
La salle de classe de théâtre de l'université complutense de Madrid se nomme La Barraca depuis 2015.